# آیمن
آیمن (به آلمانی: Eimen) یک شهر در آلمان است که در Holzminden واقع شده‌است. آیمن ۱٬۰۷۸ نفر جمعیت دارد.